# Bernard Gantner
Pour les articles homonymes, voir Gantner.
Bernard Gantner, né le 16 août 1928 à Belfort (Territoire de Belfort) et mort le 1er juin 2018 dans la même ville, est un artiste peintre, lithographe et aquafortiste français.

## Biographie
Bernard Gantner est initié à la peinture à l'huile par Léon Delarbre qui est, à l'époque (depuis 1929), conservateur du musée des beaux-arts de Belfort. Après l'obtention du baccalauréat en philosophie, il se rend à Paris où il fréquente brièvement l'École nationale supérieure des beaux-arts, suit ensuite les cours de l'Académie de la Grande Chaumière, pour surtout se former à la peinture par une grande fréquentation des musées et des galeries.
Il est connu pour ses  paysages d'hiver d'une grande densité poétique. Ses dessins, saisis au contact direct de la nature, sont à la source de la plupart de ses huiles, aquarelles ou de ses lithographies (réalisées sur pierre et non sur zinc). Pendant plus de 50 ans, il exécute 80 huiles par an, soit 4 000 pièces, 700 aquarelles, 500 lithographies, 100 eaux-fortes et l'illustration de 11 ouvrages de bibliophilie.
Après avoir vécu en Suisse au bord du Lac Léman, il s'installe en 1962 à Lachapelle-sous-Chaux (Territoire de Belfort).
Dans son musée personnel, aujourd'hui fermé, à Lachapelle-sous-Chaux, on a pu découvrir un arboretum, un parc animalier et des jardins.

### Vie privée
Bernard Gantner a été marié une première fois en 1951.
Il eut deux enfants :
• Pierre Gantner qui est devenu professeur de flûte à bec professionnel depuis 2008 et participe à de multiples représentations, auditions au Conservatoire Henri Dutilleux avant de quitter ce dernier en 2019 après la dernière Rencontre des Flûtistes qu’il organisait 2 fois par an, chaque année depuis toujours en février et en juin. Pierre a fait vivre la flûte à Belfort ; c’est lui qui a créé cette discipline dans l’ancien conservatoire (avant le nouveau Conservatoire "Henri Dutilleux" créé en 2015). La flûte à bec n’était pas enseignée ici avant lui. Il réécrit et créé n’importe quelle voix à rajouter si besoin, de sa propre façon d’écrire, et ses partitions sont aussi belles à entendre qu'à regarder. La famille Gantner est une famille artistique aussi bien dans la peinture que dans la musique. Il quitta le conservatoire et fut remplacé depuis 2019.
• Michel Gantner

## Livres illustrés
- Six Contes de Guy de Maupassant, Les Bibliophiles de l'Est, 1958.
- Venise de Claude Roger-Marx, vingt-cinq eaux-fortes originales de Bernard Gantner, 1962.
- Cécile de Benjamin Constant, présenté et annoté par Alfred Roulin, trente-sept eaux-fortes originales de Bernard Gantner, 185 exemplaires numérotés, Les Bibliophiles comtois, Gallimard, 1964.
- Entre Vosges & Rhin de Pierre Gaxotte, Gonin André et Pierre, 1967.
- Neiges de Claude Roger-Marx, 1967.
- Florilège du plat pays d'Émile Verhaeren, Éditions Les Heures Claires, 1969.
- Poèmes des quatre saisons de Charles d'Orléans, Éditions Les Heures claires, 1974.
- Le bureau des mariages de Hervé Bazin, illustrations de Jean Jansem, Monique Journod, Yves Brayer, Paul Ambille, Roger Chapelain-Midy, Georges Hosotte, Bernard Gantner, Jean Carzou..., Bernard Grasset et Pierre de Tartas éditeurs/Société générale du livre et du patrimoine, 1986.
- L'éternel de Pierre Osenat, couverture de Bernard Gantner, Éditions Jean Grassin, 1996.

## Expositions personnelles
- Galerie Sain-Placide, Paris, de 1952 à 1956.
- Hôtel de la Poste, Douvaine, 1956, 1957.
- Galerie Espace, Paris, de 1959 à 1962.
- Galerie Ganzoni, Genève, 1959.
- Galerie Guiot, Paris, de 1963 à 1972.
- Madden Gallery, Londres, de 1966 à 1972.
- Musée Unterlinden, Colmar, 1967.
- Galerie Alpha, Vevey, 1973, 1977.
- Galerie A.C.B., Genève, 1973.
- Wally Findlay Galleries, New York, 1973, 1977, 1978, 1986.
- Wally Findlay Galleries, Palm Beach (Floride), 1974, 1976.
- Wally Findlay Galleries, avenue Matignon, Paris, 1974, 1976, 1979, 1991.
- Wally Findlay Galleries, Chicago, 1975, 1982.
- Galerie Vision nouvelle, Paris, 1976.
- Galerie Arcades, Luxembourg, 1977.
- Wally Findlay Galleries, Beverly Hills, 1978, 1984.
- Galerie du Faubourg, Porrentruy, 1980.
- Vision nouvelle, expositions itinérantes, Japon, 1983, 1986.
- Rétrospective Bernard Gantner, Musée Georges-Garret, Vesoul, 1987.
- Buschlen-Mowatt, expositions itinérantes, Vancouver, 1987, Japon, 1989, Canada et États-Unis, 1990.
- Rétrospective Bernard Gantner, Foyer rural de Bourogne, 1989.
- Rétrospective Bernard Gantner, Musée de Fontainebleau, 1989.
- Rétrospective Bernard Gantner, Centre culturel de Delle, 1992.
- Rétrospective Bernard Gantner, abbaye de Baume-les-Dames, 1992.
- Espace Moselle, Bruxelles, 1992.
- Rétrospective Bernard Gantner, château de Val, Lanobre, été 2000[4].
- Bernard Gantner - Paysages de neige, Galerie Francis Barlier, rue de Penthièvre, Paris, novembre 2001 - janvier 2002.
- Bernard Gantner - Œuvres de 1954 à 2008, Galerie Fert, Yvoire, avril-juin 2008.
- Rétrospective Bernard Gantner, peintre de la Franche-Comté, Musée Gantner, Lachapelle-sous-Chaux, avril 2011[5].
- Lithographies de Bernard Gantner, Galerie Jean Tisserand, Port-sur-Saône, juin 2013.
- Bernard Gantner - Dessins, Galerie Fert, Yvoire, avril-mai 2014[6].

## Expositions collectives
- Louis Chervin, Jacky Chevaux, Bernard Gantner, Odile Ress, Arthur Schachenmann, Galerie Au Souffle de Paris, Saint-Louis (Haut-Rhin), novembre-décembre 1965.
- De Bonnard à Baselitz, dix ans d'enrichissements du cabinet des estampes, Bibliothèque nationale de France, Paris, 1992[7].
- Salon Amarin, Bernard Gantner invité d'honneur, Saint-Amarin, 2004.
- Biennale d'art contemporain de Charquemont, Bernard Gantner invité d'honneur, 2009.
- Figurations et transfigurations de Belfort, Musée des beaux-arts de Belfort, octobre 2011 - février 2012[8].
- De Cuno Amiet à Zao Wou-Ki - Le fonds d'estampes Cailler, Musée d'art de Pully, février-avril 2013[9].
- La Jeune Peinture : Paul Aïzpiri, Jean-Pierre Alaux, Bernard Buffet, Michel Ciry, Jean Commère, Bernard Gantner, Raymond Guerrier, François Heaulmé, Jean Jansem, André Minaux, Marcel Mouly, Michel Patrix, Paul Rebeyrolle…, Musée Baron-Martin, Gray (Haute-Saône), juillet-octobre 2017.

## Réception critique
- « Gantner peint certes le monde où nous sommes, mais ce n'est pas le monde clos, figé dans son image, que nous apercevons d'ordinaire. Je dirai que c'est le monde à son départ, tel qu'il accède à l'apparence, vierge encore, vaporeux, auroral. Tout se passe comme si le peintre - l'un des plus grands figuratifs d'aujourd'hui - avait voulu capter les choses dans le moment qui précède le regard, où se produit ce qui sans fin affleure en elle, dans l'innocence. » - Roger Munier[10]
- « Chez Gantner, l'art du dessin est à placer parmi les grands apports spécifiques de ce temps. » - Roger Bouillot[11]
- « Un trait souple sous des couleurs apaisées caractérise cet art de décision et de concision. » - Gérald Schurr[12]

## Prix et distinctions
- Prix de la Critique, 1961[13].
- Chevalier de la Légion d'honneur, 1998.
- Trophée Les Lions d'Or des ambassadeurs culturels de Belfort, 2015[14].

## Musées et collections publiques

### France
- Musée sundgauvien, Altkirch, deux toiles[15].
- Musée des beaux-arts de Belfort, treize gouaches et aquarelles[8].
- Musée des beaux-arts et d'archéologie de Besançon.
- Espace multimedia Gantner, Bourogne, lithographies et eaux-fortes.
- Musée Gantner, Lachapelle-sous-Chaux[3].
- Conseil général du Haut-Rhin, Colmar.
- Musée départemental d'art ancien et contemporain, Épinal.
- Chäteau de Val, Lanobre[4].
- Conseil général de la Moselle, Metz.
- Hôtel de ville de Mulhouse.
- Cabinet des estampes de la Bibliothèque nationale de France, Paris, Ferme à l'abreuvoir, lithographie[7].
- Musée de l'abbaye, Saint-Claude (Jura), donation Guy Bardone.
- Musée d'art moderne et contemporain, Strasbourg, L'étang, peinture.
- Musée Jean-Léon Gérôme, Vesoul.

### Japon
- Tokyo Central Art Museum, Ginza, Tokyo.

### Royaume-Uni
- Victoria and Albert Museum, Londres.